# لام شمسية (مسلسل)
لام شمسية هو مسلسل دراما مصري عُرض في شهر رمضان عام 1446 هـ (16 مارس 2025م)، من تأليف مريم نعوم، وإخراج كريم الشناوي، ومن بطولة أمينة خليل، أحمد السعدني، محمد شاهين، يسرا اللوزي والطفل علي البيلي.

## القصة
تكتشف مُعلمة أن عددًا من الأطفال يتعرضون للتحرش والتنمر في المدرسة، وتحاول بذل قصارى جهدها لمساندتهم ودعمهم وإيجاد حلول للدفاع عنهم، بينما تظهر العديد من المشكلات التي تهدد استقرار عائلتها، وتبعث التوتر والقلق في حياتها.

## الممثلون
- أمينة خليل في دور نيللي
- أحمد السعدني في دور طارق
- محمد شاهين في دور وسام
- يسرا اللوزي في دور رباب
- علي البيلي في دور الطفل
- أسيل عمران في دور هبه
- ثراء جبيل في دور نهال
- صفاء الطوخي في نادية
- ياسمينا العبد في دور زينة
- يارا جبران في دور ايمان
- مصطفى عسكر في الظابط أحمد

## الاستقبال
وصف الناقد الفنّي المصري محمد عبد الرحمن المسلسل بأنه «من أهم أعمال الموسم الرمضاني الحالي، وسيكون من أهم مسلسلات المرحلة، خصوصاً أن قضية التحرش بالأطفال لم تتناولها الدراما المصرية من قبل».

## وصلات خارجية
- لام شمسية على موقع IMDb (الإنجليزية)
- لام شمسية على موقع قاعدة بيانات الأفلام العربية
- لام شمسية على موقع ليتربوكسد (الإنجليزية)
- لام شمسية على موقع قاعدة بيانات الفيلم (الإنجليزية)